# Trentepohlia (Paramongoma) tucumana
Trentepohlia (Paramongoma) tucumana is een tweevleugelige uit de familie steltmuggen (Limoniidae). De soort komt voor in het Neotropisch gebied.